# 야쿠프 마레시
야쿠프 마레시(체코어: Jakub Mareš, 1987년 1월 26일 ~ )는 체코 국적의 축구 선수로, 포지션은 스트라이커이다. 현재 폴란드 엑스트라클라사 자그웽비에 루빈에서 활약하고 있다.
2007년 FIFA U-20 월드컵에 참가하여, 체코 대표팀을 준우승까지 끌어올리는 데에 일조하였다.

## 선수 생활
마레시는 2004년 그의 고향팀인 FK 테플리체에서 1군 데뷔 무대를 가졌다. 2005-06 시즌부터 임대를 전전하였으며, 2011년에 AC 스파르타 프라하에 임대되어 12경기 2골을 기록하기도 하였다.
2012년 1월 겨울이적시장에서 야쿠브 마레시는 1,000만 CZK의 이적료를 기록하며, FK 믈라다볼레슬라프로 완전 이적하였다. 마레시는 믈라다볼레슬라프에서 UEFA 유로파리그 예선전에 출전하였다.
2013년 8월 마레시는 FK 두클라 프라하로 1년간 임대를 떠났으며, 시즌 종료 이후 두클라 프라하와 2년 계약을 맺고 완전 이적하였다.